# 睛斑魨
睛斑魨為輻鰭魚綱魨形目四齒魨亞目四齒魨科的其中一種，為熱帶淡水魚，分布於亞洲印度、孟加拉、斯里蘭卡、緬甸、馬來半島、湄公河流域，體長可達15公分，棲息在淡水及半鹹水的底層水域，生活習性不明。

## 扩展阅读
維基物種上的相關：睛斑魨